# Tick, Tick... Boom! (pel·lícula)
|  | Aquest article tracta sobre pel·lícula. Si cerqueu musical, vegeu «Tick, Tick... Boom!». |

Tick, Tick... Boom! (estilitzat com a tick, tick... BOOM!) és una pel·lícula de drama musical estatunidenca dirigida per Lin-Manuel Miranda en el seu debut com a director. Està basada en el musical del mateix nom de Jonathan Larson. La pel·lícula és protagonitzada per Andrew Garfield, Alexandra Shipp, Robin de Jesús, Joshua Henry, Judith Light i Vanessa Hudgens.
Tick, Tick... Boom! ha estat ben rebuda per la crítica, qui ha elogiat la direcció de Lin-Manuel Miranda i l'actuació d'Andrew Garfield. La pel·lícula ha estat nomenada com una de les 10 millors del 2021 per l'American Film Institute i va ser nominada com a Millor pel·lícula musical o de comèdia en els Globus d'Or i com a Millor pel·lícula en els Critics' Choice Awards. Per la serva actuació, Garfield ha rebut diversos premis, entre ells el Premi Globus d'or al Millor actor musical o còmic i també una nominació a la 94ena edició dels Premis Oscar en la categoria de Millor actor.

## Argument
El 1992, Jonathan Larson realitza el monòleg de rock Tick, Tick... Boom! a davant d'una audiència al New York Theatre Workshop, acompanyar pels seus amics Roger i Karessa Johnson. Explica que en el seu cap escolta un rellotge i comença a parlar sobre la setmana en la que feia 30 anys i sobre el seu somni de convertir-se en un compositor de teatre musical exitós.
Al 1990, en Jonathan combina la seva feina al Moondance Diner al SoHo amb la preparació pel taller al Playwrights Horizons del seu musical Superbia, en el qual ha estat treballant durant els últims vuit anys. En Jonathan sent la pressió d'haver de ser exitós abans de fer els trenta anys, a l'igual que el seu ídol Stephen Sondheim. Ara que el taller i el seu aniversari estan a una setmana, veu que aquesta és la seva última oportunitat ("30/90"). Fa una festa a casa seva amb els seus amics ("Boho Days"). Més tard, la Susan, la seva parella, li demana a en Jonathan d'anar amb ella a Jacob's Pillow, ja que allà ha trobat feina ("Green Green Dress")
En Jonathan i en Michael, el seu millor amic, parlen sobre la oferta de la Susan; mentre que en Jonathan pensa que és estrès afegit sobre el taller, en Michael pensa que és una oportunitat per en Jonathan de considerar un futur amb la Susan. Tots dos visiten el nou pis d'en Michael a l'Upper East Side ("No More"). L'Ira Weitzman, el director del Programa de Teatre Musical a Playwright Horizons, demana a en Joanthan que escrigui una nova cançó per Superbia, ja que la necessita. Admet a l'audiència de 1992 que Sondheim ja li havia dit això en un taller de teatre musical anys enrere, però ara només té una setmana i no se li acudeix res.
En Jonathan intenta que la seva agent, Rosa Stevens, inviti a Sondheim al taller, però finalment truca directament a Sondheim i altres productors. Més tard, després de mirar Sunday in the Park with George per PBS amb en Michael i la Susan, ells dos li tornen a repetir les seves ofertes, cosa que posa més pressió al seu cap mentre intenta escriure la cançó ("Johnny Can't Decide"). L'endemà, la Carolyn diu a en Jonathan que en Freddy, qui té VIH, que ha estat hospitalitzat, afegint així, més ansietat a en Jonathan, ja que amics seus han mort durant l'epidèmia de VIH/SIDA. Explica a la audiència de 1992 que té un dilema entre si anar a recolzar en Freddy o concentrar-se en la nova cançó per l'Ira. Per distreure's, s'imagina el Diner ple d'estrelles de Broadway ("Sunday"). Els assajos a de Superbia comencen i es pregunta per què vol continuar treballant en aquest negoci ("Play Game")
La Susan, frustrada per la indecisió d'en Jonathan i la obsessió per la seva carrera, trenca la seva relació i, mentre, el 1992, en Jonathan i la Karessa interpreten una cançó sobre la seva relació amb la Susan ("Therapy"). Per aconseguir diners, en Jonathan va a un "focus group" de publicitat. Al principi creu que aquest sector podria ser una sortida professional per ell, però més tard veu que ho odiaria i, volent, ho saboteja. En Michael i ell discuteixen sobre el comportament d'en Jonathan: en Jonathan creu que es cansaria de treballar en el secotr, però en Michael pensa que està desaprofitant l'oportunitat de tenir una vida amb la persona que estima, cosa que en Michael no pot fer ja que és homosexual durant la crisis de SIDA. Després de rebre una trucada de la Rosa, en Jonathan planeja escriure la nova cançó la nit abans del taller, però li tallen la llum abans que pugui començar. A la piscina, on hi va per relaxar-se, s'imagina una partitura musical a les línies de la piscina i, finalment, és capaç d'escriure la cançó a mà ("Swimming").
Al taller hi van amics, família i professionals de la indústria, entre ells, Sondheim. La Karessa canta la nova cançó "Come to Your Senses" i en Jonathan s'imagina a la Susan cantant-la. En Jonathan rep bones crítiques però ningú s'ofereix per produir Superbia. La Rosa li diu que ha de continuar escrivint però també li diu que probablement haurà d'enfrontar-se a més rebutjos. Amb els ànims baixos, en Jonathan va a veure en Michael i li demana una feina, però en Michael canvia d'opinió després de veure el taller i l'anima a continuar en el món del teatre musical. Quan en Jonathan acusa a en Michael de no saber què és quedar-se sense temps, en Michael li diu que té VIH ("Real Life"). Després de veure que l'obsessió per la seva carrera li ha costat la seva relació amb la Susan i ha afectat a la seva amistat amb en Michael, en Jonathan volta per Nova York i acaba al Delacorte Theater, a Central Park. S'assenta davant d'un piano, pensa sobre la seva amistat amb en Michael i els sacrificis que ha de fe i arriba a la conclusió que continuarà amb la seva carrera i que també recolzarà als seus amics ("Why"). Ell i en Michael es reconcilien.
Durant el matí del trentè l'aniversari d'en Jonathan, en Sondheim truca i el felicita pel seu taller i li diu que vol parlar més sobre Superbia, això li dona ànims. Durant la festa d'aniversari al Moondance Diner, és informat de que en Freddy sortirà de l'hospital. La Susan li regala una llibreta de partitures per tal d'ajudar-lo en la seva carrera i li promet que veurà "el següent". Ells narra que "el següent" és Tick, Tick... Boom!, abans que tornés a treballar en un altre projecte, el qual el va convertir en Rent. Ella revela que Larson va morir d'un aneurisma la nit abans de l'estrena de Rent Off-Broadway. E 1992, observat pels seus amics i família i la Susan al darrere del teatre, en Jonathan interpreta la cançó final de Tick, Tick... Boom! mentre, amb optimisme, mira cap al futur ("Louder Than Words").

## Repartiment
| - Andrew Garfield com a Jonathan Larson - Alexandra Shipp com a Susan; la parella d'en Jonathan (basada en Janet Charleston) - Robin de Jesús com a Michael; el millor amic d'en Jonathan (basat en Matt O'Grady) - Joshua Henry com a Roger; amic d'en Jonathan i intèrpret de Superbia (basat en Roger Bart) - Vanessa Hudgens com a Karessa Johnson; amiga d'en Jonathan i intèrpret de Superbia - Jonathan Marc Sherman com a Ira Weitzman; Director del Teatre Musical al Playwrights Horizons - Mj Rodriguez com a Carolyn; amiga d'en Jonathan i companya de feina al Moondance Diner - Ben Levi Ross com a Freddy; amic d'en Jonathan i company de feina al Moondance Diner - Judith Light com a Rosa Stevens; l'agent d'en Joanthan (basada en Flora Roberts) | - Bradley Whitford com a Stephen Sondheim - Sondheim com a Ell mateix (només veu; apareix durant el missatge de veu a la pel·lícula) - Laura Benati com a Judy Wright; cap del "focus group" de publicitat - Danielle Ferland com a Kim; membre del "focus group" de publicitat - Micaela Diamond com a Peggy; membre del "focus group" de publicitat - Utkarsh Ambudkar com a Todd; membre del "focus group" de publicitat - Gizel Jimenez com a Cristin; intèrpret al taller de Superbia - Kate Rockwell com a Lauren: intèrpret al taller de Superbia - Aneesa Folds com a Danya; intèrpret al taller de Superbia | - Joel Perez com a Lincoln - Judy Kuhn com a "Nan" (Nanette Larson); la mare d'en Jonathan - Danny Burstein com a "Al" (Allan Larson); el pare d'en Jonathan - Lauren Marcus com a Donna (basada en Victoria Leacock Hoffman) - Richard Kind com a Walter Bloom - Black Thought com a H.A.W.K. Smooth - Ryan Vasquez com a Scott - Beth Malone com a Ella mateixa - Joel Grey com a Allen Larson - Richard Kind com a Walter Bloom - Joanna P. Adler com a Molly - Jelani Alladin com a David - Shockwave com a Porter de l'edifici |

### Cameos
Els directors artístics del New York Theatre Workshop James C. Nicola i Roger Bart fan aparicions acreditades com a clients durant l'escena d'obertura al Moondace Diner. Tant l'un com l'altre havien treballat amb Jonathan Larson anys enrere: Nicola estava era l'encarregat del New York Theatre Workshop durant els esdeveniments de la pel·lícula i també va ajudar a programar Rent, mentre que Bart era una amic proper i col·laborador qui donava veus de suport en el monòleg original de Tick, Tick... Boom!. El personatge d'en Roger, interpretat per Joshua Henry, està vagament inspirat amb en Roger Bart.
Durant el número musical de "Sunday" hi ha cameos de: André De Shields, Bebe Neuwirth, Beth Malone, Brian Stokes Mitchell, Chita Rivera, Chuck Cooper, Howard McGillin, Joel Grey, Renée Elise Goldsberry, Phillipa Soo, Phylicia Rashad i Bernadette Peters. També hi apareixen Adam Pascal, Daphne Rubin-Vega i Wilson Jermaine Heredia com a tres sense sostre: tots tres actora van ser membres de la porducció original de Rent a Broadway, que va estar escrita pel mateix Larson. El director, Lin-Manuel Miranda, també apareix com a cuiner del Moondance Diner.
L'escena del taller de teatre musical inclou varis compositors i lletristes de la indústria, els quals apareixen com a "compositor i lletristes de teatre aspirants", entre ells hi ha: Alex Lacamoire, Amanda Green, Chad Beguelin, Dave Malloy, Eisa Davis, Georgia Stitt, Grace McLean, Helen Park, Jason Robert Brown, Jeanine Tesori, Joe Iconis, Marc Shaiman, Matthew Sklar, Nick Blaemire, Quiara Alegría Hudes, Shaina Taub, Stephen Schwartz, Stephen Trask, el guionista Steven Levenson i Tom Kitt. Blaemire havia interpretat a Jonthan Larson durant el revival de Tick, Tick... Boom! de 2016 a Off-Broadway. Green, Beguelin, Malloy, Iconis, Sklar i Taub són receptors de la Jonathan Larson Grant.
Alguns dels membres del grup de Freestyle Love Supreme, del qual Miranda n'és membre, fan aparicions durant la pel·lícula: Aneesa Folds i Utkarsh Ambudkar apareixen durant l'escena del "focus group"; Shockwave i Andrew "JellyDonut" Banccroft apareixen en el número musical "No More"; i Christopher Jackson apareix patrocinador a l'actuació de Tick, Tick... Boom! al New York Theatre Workshop. El pare de Lin-Manuel Miranda, Luis A. Miranda Jr., apareix com a porter de l'edifici durant "No More". Janet Dacal, Eddy Lee i Jared Loftin apareixen com a intèrprets durant el taller de Superbia.
Tot i que Whitford intrepreta a Sondheim a la pnatalla, Sondheim es dona veu a ell mateix quan deixa un missatge al contestador d'en Jonathan, tal com fa en el musical original. Anna Louizos, qui va dissenyar l'escenari de la producció Off-Broadway de 2001 deTick, Tick... Boom!, i la seva dona, Robyn Goodman, qui va co-produir la producció Off-Broadway i que era amiga amb Larson, interpreten a la Michelle i la Gay, respectivament, veïnes d'en Jonathan i que van a la festa.

## Producció

### Història
Tick, Tick... Boom! va començar com un monòleg de rock amb el títol 30/90 i més tard Boho Days que Larson havia escrit entre 1989 i 1990 i que va interpretar per primera vegada al Second Stage Theater entre el 6 i el 9 de setembre de 1990. Boho Days era un espectacle semi-autobiogràfic que seguia a un compositor de teatre musical anomenat "Jon", qui intenta descobrir el seu pròxim projecte després del taller fallit de Superbia; això està basat en l'experiència de Larson mentre intentava que Superbia arribés als escenaris. Més tard, Larson va reescriure'l en Tick, Tick... Boom! i el va interpretar al Village Gate el novembre de 1991 i més tard al New York Theatre Workshop's el 1992 i 1993, abans de dedicar-se a Rent.
Després de la mort de Larson, Leacock Hoffman i Robyn Goodman van contractar al dramaturg David Aurbun perquè transformés l'obra en un musical de tres persones. Aubrun va refer la història i l'estructura de Tick, Tick... Boom! i també va intentar mantenir l'escrit de Larson. Aquesta versió va ser interpretada Off-Broadway al Jane Street Theatre el 2001.

### Desenvolupament
Julie Oh va inspirar-se a portar Tick, Tick... Boom! a la pantalla gran després de veure a Lin-Manuel Miranda protagonitzar la producció de 2014 al New York City Center com a part d'Encores! Després de llegir l'article del New York Times escrit per Miranda sobre com Tick, Tick... Boom! el va inspirar, ella va pensar que era important que la història de Larson es convertís en una pel·lícula. Oh va contactar amb Jonathan Mills, el cap de l'herència de Larson, però li va dir que la família era reticent a donar els drets ja que estaven preocupats per si la història de Larson s'explicaria bé. Julie Oh va sentir que Lin-Manuel Miranda seria l'únic de portar l'espectacle a la pantalla gran; ell va mostrar interès immediatament. Oh i Miranda van començar discussions formals després que ell hagués acabat de gravar Mary Poppins Returns
La pel·lícula va ser anunciada el juliol de 2018 i també es va anunciar que Lin-Manuel Miranda faria el seu debut com a director amb l'adaptació musical, amb Imagine Entretainment i Julie Oh com a productors i el guió a mans de Steven Levenson. Miranda, Oh i Levenson van tractar el procés com si fos la creació d'un musical i fins i tot es va dur a terme un taller secret al United Palace, a Washington Heights, el 16 de juliol de 2018. Va ser en aquesta part de la producció que Andrew Garfield es va unir a la pel·lícula, just després d'acabar les actuacions del revival de Broadway d'Àngels a Amèrica. L'equip va posar-se com a data d'inici de producció el març de 2020, per així donar temps a Miranda i Levenson a fer recerca i a Garfield per preparar-se vocalment.
El juny de 2019, Netflix ja havia adquirit la pel·lícula i Andrew Garfield era l'actor amb més possibilitats de protagonitzar-la. El gener de 2020 va ser anunciat que el coreògraf Ryan Heffington treballaria a la pel·lícula.

### Guió
Per tal l'adaptar el musical en una pel·lícula, Miranda i Levenson van fer molta recerca per ells mateixos; van fer entrevistes a amics, companys i família de Larson, com per exemple Charleston, Roger Bart, Matt O'Grady i Ira Weitzman (qui acabaria aparaixent a la pel·lícula).
Miranda i Levenson també van accedir als Jonathan Larson Papers a la Biblioteca del Congrés i allà hi van poder trobar guions originals i demos de Superbia, 30/90, Boho Days i Tick, Tick... Boom! Algunes escenes d'aquests guions van ser utilitzades per crear noves escenes per a la pel·lícula; per exemple, en la secció en la que Larson recorda haver rebut consell d'un home anomenat "Robert Rimer", a la pel·lícula, el nom d'aquest home és substituït pel seu nom real: Stephen Sondheim. En un esborrany inicial, Larson va escriure que el vestit verd de la Susan era un encàrrec fet per una dissenyadora que treballava al Moondance Diner anomenada Carolyn: això va portar a la creació del personatge de la Carolyn, el qual està interpretat per Mj Rodriguez a la pel·lícula.
Dues cançons presents en el guió d'Auburn van ser eliminades durant el procés d'escriptura: "Sugar", en la qual en Jonathan i la Karessa canten, i "See Her Smile", una cançó cantada per en Jonathan on explica la seva relació amb la Susan. Tot i així, en un moment de la pel·lícula en Jonathan canta un riff de la cançó "Sugar" a Ira Weitzman. Una tercera cançó "Green Green Dress", va ser eliminada durant la postproducció.
Miranda i Levenson també van afegir cançons que estaven a altres versions de Tick, Tick... Boom! però que no estaven incloses al guió d'Aubrun: "Boho Days", "Play Game" i "Swimming". En aquest últim cas, la cançó va ser eliminada de l'espectacle pel mateix Larson el 1990 i no havia estat escoltada pel públic durant trenta anys. Originalment, "Boho Days" era el número musical inicial i només estava disponible com a "pista bonus" en la gravació de 2001 de l'Off-Broadway. Miranda i Levenson va utilitzar la pel·lícula com una oportunitat de publicar més cançons originals de Superbia.

### Càsting
A l'octubre es va confirmar que Garfield seria el protagonista i al novembre Alexandra Shipp, Vanessa Hudgens i Robin de Jesús es van unir a la pel·lícula. El gener de 2020, es va anunciar que Joshua Henry, Judith Light i Bradley Whitford també participarien a la pel·lícula.

### Rodatge
El rodatge va començar el març de 2020. A l'abril d'aquell mateix any, a causa de la pandèmia de Covid-19, el rodatge es va aturar. Durant l'aturada de la producció, els actors, els productors i l'equip feien videoconferències setmanals per Zoom, les quals anomenaven "Tick, Tick... Zooms!". La producció es va reprendre a l'octubre de 2020. El novembre de 2020 es va acabar el rodatge.
El dissenyadors de producció van recrear el Moondance Diner i l'apartament de Larson al 508 de Greenwich Street i, en aquest últim cas, van utilitzar objectes de Larson per decorar-lo. Les escenes de la piscina van ser gravades al Tony Dapolito Recreation Center a West Village. Aquesta localització va ser triada ja que s'assemblava a la descripció de la lletra de "Swimming" i va ser durant el rodatge quan l'equip creatiu va saber que era la piscina on Larson anava realment.

### Postproducció
Andrew Weisblum va ser l'editor inicial de la pel·lícula, però a causa dels retards per la COVID, va haver de marxar per treballar en un altre projecte. Weisblum va ser reemplaçat per Myron Kerstein. La primera versió de Miranda de la pel·lícula era de 2 hores i 20 minuts, mentre que ell preferia que la durada de la pel·lícula fos de menys de dues hores. Una de les escenes que es va gravar però no va arribar a la versió final de la pel·lícula va ser "Green Green Dress"
El cameo de veu de Sondheim va ser a causa que ell va demanar a Miranda si podia reescriure el missatge del contestador ja que pensava que ell no diria mai el què es va escriure originalment. En aquell moment de la producció, Whitford no va poder tornar a gravar el diàleg així que Sondheim es va oferir per gravar-lo ell mateix.

## Música
La banda sonora de Tick, Tick... Boom! va ser publicada en digital/streaming el 12 de novembre de 2021, a través de Sony Music Masterworks, el mateix dia que la pel·lícula es va estrenar al cine. Totes les cançons de la pel·lícula compostes per Jonathan Larson, van ser produïdes per Alex Lacamoire, Bill Sherman i Kurt Crowley (qui també va fer una cameo com el pianista durant l'assaig de Superbia). Les mescles de cançons van estar a mans de Greg Wells i la supervisió musical va estar a càrrec de Stephen Gizicki. Dues cançons prèvies escrites per Larson, van ser afegides a la pel·lícula i van ser extretes de la demo de l'àlbum de 1989 però que no van ser incloses a la producció teatral original. Dues cançons que si que estaven a la versió de teatre no formen part de la pel·lícula: "Sugar" i "See Her Smile".
Totes les cançons foren escrites i compostes per Jonathan Larson. 
| 1.            | «30/90»                                            | Andrew Garfield Joshua Henry Vanessa Hudgens Robin de Jesús Alexandra Shipp Mj Rodriguez | 4:22  |
| 2.            | «Boho Days»                                        | Garfield de Jesús Shipp Henry Hudgens                                                    | 1:28  |
| 3.            | «Green Green Dress»                                | Henry                                                                                    | 0:42  |
| 4.            | «No More»                                          | Garfield de Jesús                                                                        | 3:11  |
| 5.            | «Johnny Can't Decide»                              | Garfield Hudgens Henry                                                                   | 3:30  |
| 6.            | «Sunday»                                           | Garfield Repartiment del "Moondance Dinner"                                              | 2:50  |
| 7.            | «Play Game»                                        | Tariq Troter                                                                             | 1:12  |
| 8.            | «Therapy»                                          | Garfield Hudgens                                                                         | 2:44  |
| 9.            | «Swimming»                                         | Garfield Hudgens Henry                                                                   | 3:16  |
| 10.           | «Come to Your Senses»                              | Shipp Hudgens                                                                            | 4:27  |
| 11.           | «Real Life»                                        | de Jesús                                                                                 | 1:43  |
| 12.           | «Why»                                              | Garfield                                                                                 | 5:22  |
| 13.           | «Louder Than Words»                                | Garfield Hudgens Henry                                                                   | 4:53  |
| 14.           | «Come to Your Senses» (Versió dels crèdits finals) | Jazmine Sullivan                                                                         | 4:09  |
| 15.           | «Green Green Dress» (Pista bonus)                  | Garfield Shipp                                                                           | 2:32  |
| 16.           | «Out of My Dreams» (Pista bonus)                   | Veronica Vasquez                                                                         | 3:25  |
| 17.           | «Only Takes a Few» (Pista bonus)                   | The Mountain Goats                                                                       | 4:09  |
| Durada total: | Durada total:                                      | Durada total:                                                                            | 54:03 |

## Estrena
El primer tràiler va ser estrenat online el 10 de juny de 2021 i es va confirmar que la pel·lícula seria estrenada en teatres selectes i a Netflix a finals de 2021. L'estrena mundial de la pel·lícula va tenir lloc a l'AFI Fest el 10 de novembre de 2021 i va ser la pel·lícula d'obertura del festival. El 12 de novembre es va estrenar a cinemes i una setmana més tard, el 19 de novembre, a Netflix.

## Recepció

### Crítica
Al lloc web Rotten Tomatoes, la pel·lícula té una aprovació del 87% i una nota de 7.6/10, basades en 211 ressenyes. El consens crític diu: "tick, tick... BOOM! fa màgia musical d'una història centrada en el procés creatiu - una fita impressionant pel director debutant Lin-Manuel Miranda". A Metacritic té una nota de 74 sobre 100 basada en 44 ressenyes, indicant "generalment crítiques favorables".
La pel·lícula ha estat mundialment molt ben rebuda per la seva adaptació de la música original. Jackson McHenry, de Vulture, n'ha destacat el repartiment i la representació del món de la pel·lícula. Peter Debruge de Variety va dir que tot i la connexió personal de Miranda amb la història de Larson, la seva direcció sembla només centrada en Larson.

### Premis i nominacions
| Data de la cerimònia   | Premis                                                   | Categoria                                                                  | Nominat(s)                                                           | Resultat   | Ref.                    |
| ---------------------- | -------------------------------------------------------- | -------------------------------------------------------------------------- | -------------------------------------------------------------------- | ---------- | ----------------------- |
| 2021                   | Premis Atlanta Film Critics Circle                       | Millor primera pel·lícula                                                  | Lin-Manuel Miranda                                                   | Guanyador  | [ 58 ]                  |
| 2021                   | Indiewire Critics' Poll                                  | Millor primera pel·lícula                                                  | tick, tick... BOOM!                                                  | 9è lloc    | [ 59 ]                  |
| 2021                   | Premis Southeastern Film Critics Association             | Millor pel·lícula                                                          | tick, tick... BOOM!                                                  | 7è lloc    | [ 60 ]                  |
| 17 de novembre de 2021 | Premis Hollywood Music in Media                          | Millor pel·lícula, biòpic o musical relacionat amb música                  | tick, tick... BOOM!                                                  | Nominat    | [ 61 ]                  |
| 2 de desembre de 2021  | Premis Sunset Circle                                     | Millor actor                                                               | Andrew Garfield                                                      | Guanyador  | [ 62 ] [ 63 ]           |
| 2 de desembre de 2021  | Premis Sunset Circle                                     | Cinc directors de foc                                                      | Lin-Manuel Miranda                                                   | Guanyador  | [ 62 ] [ 63 ]           |
| 6 de desembre de 2021  | Premis Detroit Film Critics Society                      | Millor director                                                            | Lin-Manuel Miranda                                                   | Guanyador  | [ 64 ]                  |
| 6 de desembre de 2021  | Premis Detroit Film Critics Society                      | Millor actor                                                               | Andrew Garfield                                                      | Nominat    | [ 64 ]                  |
| 6 de desembre de 2021  | Premis Detroit Film Critics Society                      | Millor guió adaptat                                                        | Steven Levenson                                                      | Nominat    | [ 64 ]                  |
| 6 de desembre de 2021  | Premis Detroit Film Critics Society                      | Millor ús de música/so                                                     | tick, tick... BOOM!                                                  | Nominat    | [ 64 ]                  |
| 6 de desembre de 2021  | Premis Washington D.C. Area Film Critics Association     | Millor pel·lícula                                                          | tick, tick... BOOM!                                                  | Nominada   | [ 65 ] [ 66 ]           |
| 6 de desembre de 2021  | Premis Washington D.C. Area Film Critics Association     | Millor actor                                                               | Andrew Garfield                                                      | Guanyador  | [ 65 ] [ 66 ]           |
| 6 de desembre de 2021  | Premis Washington D.C. Area Film Critics Association     | Millor guió adaptat                                                        | Steven Levenson                                                      | Nominat    | [ 65 ] [ 66 ]           |
| 6 de desembre de 2021  | Premis Washington D.C. Area Film Critics Association     | Millor edició                                                              | Myron Kerstein, ACE i Andrew Weisblum, ACE                           | Guanyadors | [ 65 ] [ 66 ]           |
| 13 de desembre de 2021 | Premis Las Vegas Film Critics Society                    | Millor pel·lícula                                                          | tick, tick... BOOM!                                                  | Nominada   | [ 67 ] [ 66 ]           |
| 13 de desembre de 2021 | Premis Las Vegas Film Critics Society                    | Millor actor                                                               | Andrew Garfield                                                      | Nominat    | [ 67 ] [ 66 ]           |
| 13 de desembre de 2021 | Premis Las Vegas Film Critics Society                    | Millors 10 pel·lícules del 2021                                            | tick, tick... BOOM!                                                  | Guanyador  | [ 67 ] [ 66 ]           |
| 13 de desembre de 2021 | Premis Women Film Critics Circle                         | Millor actor                                                               | Andrew Garfield                                                      | Nominat    | [ 68 ]                  |
| 15 de desembre de 2021 | Premis Chicago Film Critics Association                  | Millor actor                                                               | Andrew Garfield                                                      | Nominat    | [ 69 ]                  |
| 17 de desembre de 2021 | Premis Phoenix Critics Circle                            | Millor actor                                                               | Andrew Garfield                                                      | Nominat    | [ 70 ]                  |
| 17 de desembre de 2021 | Premis Portland Critics Association                      | Millor actor                                                               | Andrew Garfield                                                      | Nominat    | [ 71 ]                  |
| 17 de desembre de 2021 | Premis Portland Critics Association                      | Millor disseny de so                                                       | Millor disseny de so                                                 | Nominat    | [ 71 ]                  |
| 18 de desembre de 2021 | Premis Utah Film Critics Association                     | Millor actor                                                               | Andrew Garfield                                                      | 2n lloc    | [ 72 ]                  |
| 19 de desembre de 2021 | Premis St. Louis Film Critics Association                | Millor actor                                                               | Andrew Garfield                                                      | Nominat    | [ 73 ]                  |
| 19 de desembre de 2021 | Premis St. Louis Film Critics Association                | Millor escena                                                              | Sunday Brunch                                                        | Nominada   | [ 73 ]                  |
| 20 de desembre de 2021 | Premi Dallas-Fort Worth Film Critics Association         | Millor actor                                                               | Andrew Garfield                                                      | Nominat    | [ 74 ]                  |
| 20 de desembre de 2021 | Premis Indiana Film Journalists Association              | Millor actor                                                               | Andrew Garfield                                                      | Nominat    | [ 75 ] [ 76 ]           |
| 20 de desembre de 2021 | Premis Indiana Film Journalists Association              | Millor actor de suport                                                     | Robin de Jesús                                                       | Nominat    | [ 75 ] [ 76 ]           |
| 21 de desembre de 2021 | Premis Online Association of Female Film Critics         | Millor actor                                                               | Andrew Garfield                                                      | Guanyador  | [ 77 ] [ 78 ]           |
| 21 de desembre de 2021 | Premis Online Association of Female Film Critics         | Millor guió adaptat                                                        | Steven Levenson                                                      | 2n lloc    | [ 77 ] [ 78 ]           |
| 22 de desembre de 2021 | Premis Florida Film Critics Circle                       | Millor actor                                                               | Andrew Garfield                                                      | Nominat    | [ 79 ]                  |
| 22 de desembre de 2021 | Premis Florida Film Critics Circle                       | Millor guió adaptat                                                        | Steven Levenson                                                      | 2n lloc    | [ 79 ]                  |
| Desembre de 2021       | Premis Greater Western New York Film Critics Association | Millor actor                                                               | Andrew Garfield                                                      | Nominat    | [ 80 ]                  |
| Desembre de 2021       | Premis Greater Western New York Film Critics Association | Millor actor de repartiment                                                | Robin de Jesús                                                       | Nominat    | [ 80 ]                  |
| 2022                   | Premis Georgia Film Critics Association                  | Millor pel·lícula                                                          | tick, tick... BOOM!                                                  | Nominada   | [ 81 ]                  |
| 2022                   | Premis Georgia Film Critics Association                  | Millor actor                                                               | Andrew Garfield                                                      | Nominat    | [ 81 ]                  |
| 2022                   | Premis Hawaii Film Critcs Society                        | Millor actor                                                               | Andrew Garfield                                                      | Nominat    | [ 82 ]                  |
| 2022                   | Premis Hawaii Film Critcs Society                        | Millor nou director                                                        | Lin-Manuel Miranda                                                   | Nominat    | [ 82 ]                  |
| 2022                   | Premis Hawaii Film Critcs Society                        | Millor primera pel·lícula                                                  | tick, tick... BOOM!                                                  | Guanyadora | [ 82 ]                  |
| 4 de gener de 2022     | Premis DiscussingFilm Critic                             | Millor pel·lícula                                                          | tick, tick... BOOM!                                                  | Nominada   | [ 83 ]                  |
| 4 de gener de 2022     | Premis DiscussingFilm Critic                             | Millor actor                                                               | Andrew Garfield                                                      | Guanyador  | [ 83 ]                  |
| 4 de gener de 2022     | Premis DiscussingFilm Critic                             | Millor actor de suport                                                     | Robin de Jesús                                                       | Nominat    | [ 83 ]                  |
| 4 de gener de 2022     | Premis DiscussingFilm Critic                             | Millor pel·lícula debut                                                    | tick, tick... BOOM!                                                  | Nominada   | [ 83 ]                  |
| 4 de gener de 2022     | Premis DiscussingFilm Critic                             | Millor edició de pel·lícula                                                | Myron Kerstein & Andrew Weisblum                                     | Nominats   | [ 83 ]                  |
| 5 de gener de 2022     | Premis North Carolina Film Critics Association           | Millor actor                                                               | Andrew Garfield                                                      | Nominat    | [ 84 ]                  |
| 5 de gener de 2022     | Premis North Carolina Film Critics Association           | Millor disseny de so                                                       | Millor disseny de so                                                 | Nominat    | [ 84 ]                  |
| 5 de gener de 2022     | Premis North Carolina Film Critics Association           | Millor debut de direcció                                                   | Lin-Manuel Miranda                                                   | Nominat    | [ 84 ]                  |
| 5 de gener de 2022     | Premis Oklahoma Film Critics Circle                      | Millor pel·lícula                                                          | tick, tick... BOOM!                                                  | 7è lloc    | [ 85 ]                  |
| 5 de gener de 2022     | Premis Oklahoma Film Critics Circle                      | Millor actor                                                               | Andrew Garfield                                                      | 2n lloc    | [ 85 ]                  |
| 5 de gener de 2022     | Premis Oklahoma Film Critics Circle                      | Millor primer pel·lícula                                                   | Lin-Manuel Miranda                                                   | 2n lloc    | [ 85 ]                  |
| 5 de gener de 2022     | Premis Oklahoma Film Critics Circle                      | Millor extensió de treballs                                                | Lin-Manuel Miranda                                                   | Guanyador  | [ 85 ]                  |
| 5 de gener de 2022     | Premis Oklahoma Film Critics Circle                      | Millor extensió de treballs                                                | Andrew Garfield                                                      | 2n lloc    | [ 85 ]                  |
| 6 de gener de 2022     | Premis Columbus Film Critics Association                 | Millor pel·lícula                                                          | tick, tick... BOOM!                                                  | 9è lloc    | [ 86 ] [ 87 ]           |
| 6 de gener de 2022     | Premis Columbus Film Critics Association                 | Millor actor                                                               | Andrew Garfield                                                      | Nominat    | [ 86 ] [ 87 ]           |
| 6 de gener de 2022     | Premis Columbus Film Critics Association                 | Actor de l'any (per uns treballs exemplars)                                | Andrew Garfield                                                      | 2n lloc    | [ 86 ] [ 87 ]           |
| 6 de gener de 2022     | Festival Internacional de Cinema de Palm Springs         | Premi Desert Palm                                                          | Andrew Garfield                                                      | Guanyador  | [ 88 ]                  |
| 8 de gener de 2022     | Premis Chicago Indie Critics                             | Millor pel·lícula d'estudi (pressupost major a $20M)                       | tick, tick... BOOM!                                                  | Nominada   | [ 89 ] [ 90 ]           |
| 8 de gener de 2022     | Premis Chicago Indie Critics                             | Millor actor                                                               | Andrew Garfield                                                      | Guanyador  | [ 89 ] [ 90 ]           |
| 9 de gener de 2022     | Premis Golden Globe                                      | Millor pel·lícula - Musical o comèdia                                      | tick, tick... BOOM!                                                  | Nominada   | [ 91 ]                  |
| 9 de gener de 2022     | Premis Golden Globe                                      | Millor actor - Musical o comèdia                                           | Andrew Garfield                                                      | Guanyador  | [ 91 ]                  |
| 10 de gener de 2022    | Premis San Francisco Bay Area Film Critics Circle        | Millor actor                                                               | Andrew Garfield                                                      | Nominat    | [ 92 ]                  |
| 10 de gener de 2022    | Premis San Diego Film Critics Society                    | Millor actor                                                               | Andrew Garfield                                                      | 2n lloc    | [ 93 ] [ 94 ]           |
| 11 de gener de 2022    | Premis Austin Film Critics Association                   | Millor actor                                                               | Andrew Garfield                                                      | Nominat    | [ 95 ] [ 96 ]           |
| 15 de gener de 2022    | Premis Iowa Film Critics Association                     | Millor actor                                                               | Andrew Garfield                                                      | Guanyador  | [ 97 ]                  |
| 16 de gener de 2022    | Premis Kansas City Film Critics Circle                   | Millor actor                                                               | Andrew Garfield                                                      | 2n lloc    | [ 98 ]                  |
| 16 de gener de 2022    | Premis Toronto Film Critics Association                  | Millor actor                                                               | Andrew Garfield                                                      | 2n lloc    | [ 99 ]                  |
| 17 de gener de 2022    | Premis North Dakota Film Society                         | Millor director                                                            | Lin-Manuel Miranda                                                   | Nominat    | [ 100 ] [ 101 ]         |
| 17 de gener de 2022    | Premis North Dakota Film Society                         | Millor actor                                                               | Andrew Garfield                                                      | Nominat    | [ 100 ] [ 101 ]         |
| 17 de gener de 2022    | Premis North Dakota Film Society                         | Millor actor de suport                                                     | Robin de Jesús                                                       | Nominat    | [ 100 ] [ 101 ]         |
| 17 de gener de 2022    | Premis North Dakota Film Society                         | Millor edició de pel·lícula                                                | Myron Kerstein, Andrew Weisblum                                      | Nominats   | [ 100 ] [ 101 ]         |
| 17 de gener de 2022    | Premis North Dakota Film Society                         | Millor so                                                                  | Paul Hsu, Todd A. Maitland                                           | Nominats   | [ 100 ] [ 101 ]         |
| 17 de gener de 2022    | Premis Seattle Film Critics Society                      | Millor actor                                                               | Andrew Garfield                                                      | Nominat    | [ 102 ] [ 103 ]         |
| 19 de gener de 2022    | Premis Houston Film Critics Society                      | Millor pel·lícula                                                          | tick, tick... BOOM!                                                  | Nominat    | [ 104 ] [ 105 ]         |
| 19 de gener de 2022    | Premis Houston Film Critics Society                      | Millor actor                                                               | Andrew Garfield                                                      | Nominat    | [ 104 ] [ 105 ]         |
| 24 de gener de 2022    | Premis Online Film Critics Society                       | Millor actor                                                               | Andrew Garfield                                                      | Nominat    | [ 106 ]                 |
| 25 de gener de 2022    | Premis Music City Film Critics' Association              | Millor pel·lícula                                                          | tick, tick... BOOM!                                                  | Nominada   | [ 107 ] [ 108 ]         |
| 25 de gener de 2022    | Premis Music City Film Critics' Association              | Millor pel·lícula musical                                                  | tick, tick... BOOM!                                                  | Guanyadora | [ 107 ] [ 108 ]         |
| 25 de gener de 2022    | Premis Music City Film Critics' Association              | Millor actor                                                               | Andrew Garfield                                                      | Nominat    | [ 107 ] [ 108 ]         |
| 27 de gener de 2022    | Premis AACTA                                             | Millor actor                                                               | Andrew Garfield                                                      | Nominat    | [ 109 ] [ 110 ]         |
| Gener 2022             | Premis Alliance of Women Film Journalists                | Millor actor                                                               | Andrew Garfield                                                      | Nominat    | [ 111 ] [ 112 ]         |
| 6 de febrer de 2022    | Premis London Critics' Circle Film                       | Actor de l'any                                                             | Andrew Garfield                                                      | Nominat    | [ 113 ] [ 114 ]         |
| 6 de febrer de 2022    | Premis London Critics' Circle Film                       | Actor britànic de l'any                                                    | Andrew Garfield                                                      | Guanyador  | [ 113 ] [ 114 ]         |
| 22 de febrer de 2022   | Premis Black Reel                                        | Millor actuació revelació                                                  | Joshua Henry                                                         | Nominat    | [ 115 ] [ 116 ]         |
| 22 de febrer de 2022   | Premis Set Decorators Society of America                 | Millor decoració/disseny d'una pel·lícula de comèdia o musical             | Lydia Marks SDSA escenografia i Alex DiGerlando disseny de producció | Nominats   | [ 117 ] [ 118 ]         |
| 24 de febrer de 2022   | The Queerties                                            | Millor pel·lícula d'estudi                                                 | tick, tick... BOOM!                                                  | Guanyadora | [ 119 ]                 |
| 24 de febrer de 2022   | The Queerties                                            | Millor actuació en una pel·lícula                                          | Robin de Jesús                                                       | Nominat    | [ 120 ]                 |
| 26 de febrer de 2022   | Premis Image (NAACP)                                     | Millor direcció d'una pel·lícula                                           | Lin-Manuel Miranda                                                   | Nominat    | [ 121 ] [ 122 ]         |
| 27 de febrer de 2022   | Premis Screen Actors Guild Awards                        | Millor actor                                                               | Andrew Garfield                                                      | Nominat    | [ 123 ] [ 124 ]         |
| 28 de febrer de 2022   | Premis Hollywood Critics Association                     | Millor pel·lícula                                                          | tick, tick... BOOM!                                                  | Nominada   | [ 125 ] [ 126 ]         |
| 28 de febrer de 2022   | Premis Hollywood Critics Association                     | Millor director                                                            | Lin-Manuel Miranda                                                   | Nominat    | [ 125 ] [ 126 ]         |
| 28 de febrer de 2022   | Premis Hollywood Critics Association                     | Millor actor                                                               | Andrew Garfield                                                      | Guanyador  | [ 125 ] [ 126 ]         |
| 28 de febrer de 2022   | Premis Hollywood Critics Association                     | Millor actor de suport                                                     | Robin de Jesús                                                       | Nominat    | [ 125 ] [ 126 ]         |
| 28 de febrer de 2022   | Premis Hollywood Critics Association                     | Millor guió adaptat                                                        | Steven Levenson                                                      | Nominat    | [ 125 ] [ 126 ]         |
| 28 de febrer de 2022   | Premis Hollywood Critics Association                     | Millor comèdia o musical                                                   | tick, tick... BOOM!                                                  | Guanyadora | [ 125 ] [ 126 ]         |
| 28 de febrer de 2022   | Premis Hollywood Critics Association                     | Millor primera pel·lícula                                                  | Lin-Manuel Miranda                                                   | Guanyador  | [ 125 ] [ 126 ]         |
| 28 de febrer de 2022   | Premis Hollywood Critics Association                     | Millor edició d'una pel·lícula                                             | Andrew Weisblum i Myron I. Kerstein                                  | Nominats   | [ 125 ] [ 126 ]         |
| Febrer de 2022         | Festival Internacional de Cinema Capri Hollywood         | Premi King of Comedy                                                       | Andrew Garfield                                                      | Guanyador  | [ 127 ]                 |
| 5 de març de 2022      | Premis ACE Eddie                                         | Millor edició d'una pel·lícula - Comèdia                                   | Myron Kerstein, ACE, Andrew Weisblum, ACE                            | Guanyadors | [ 128 ] [ 129 ]         |
| 6 de març de 2022      | Premis Online Film & Television Association              | Millor pel·lícula                                                          | tick, tick... BOOM!                                                  | 3r lloc    | [ 130 ] [ 131 ]         |
| 6 de març de 2022      | Premis Online Film & Television Association              | Millor actor                                                               | Andrew Garfield                                                      | 2n lloc    | [ 130 ] [ 131 ]         |
| 6 de març de 2022      | Premis Online Film & Television Association              | Millor actor revelació                                                     | Robin de Jesús                                                       | Nominat    | [ 130 ] [ 131 ]         |
| 6 de març de 2022      | Premis Online Film & Television Association              | Millor pel·lícula revelació                                                | Lin-Manuel Miranda                                                   | Guanyador  | [ 130 ] [ 131 ]         |
| 6 de març de 2022      | Premis Online Film & Television Association              | Millor cançó adaptada                                                      | "30/90"                                                              | Guanyadora | [ 130 ] [ 131 ]         |
| 6 de març de 2022      | Premis Online Film & Television Association              | Millor edició de pel·lícula                                                | Millor edició de pel·lícula                                          | 2n lloc    | [ 130 ] [ 131 ]         |
| 6 de març de 2022      | Latino Entertainment Journalists Association             | Millor pel·lícula                                                          | tick, tick... BOOM!                                                  | Nominada   | [ 132 ]                 |
| 6 de març de 2022      | Latino Entertainment Journalists Association             | Millor director                                                            | Lin-Manuel Miranda                                                   | Nominat    | [ 132 ]                 |
| 6 de març de 2022      | Latino Entertainment Journalists Association             | Millor actor                                                               | Andrew Garfield                                                      | Guanyador  | [ 132 ]                 |
| 6 de març de 2022      | Latino Entertainment Journalists Association             | Millor actor de suport                                                     | Robin de Jesús                                                       | Nominat    | [ 132 ]                 |
| 6 de març de 2022      | Latino Entertainment Journalists Association             | Millor edició                                                              | Myron Kerstein, Andrew Weisblum                                      | Nominats   | [ 132 ]                 |
| 6 de març de 2022      | Latino Entertainment Journalists Association             | Millor disseny de so                                                       | Millor disseny de so                                                 | Nominat    | [ 132 ]                 |
| 6 de març de 2022      | Premis Minnesota Film Critics Alliance                   | Millor actor                                                               | Andrew Garfield                                                      | Nominat    | [ 133 ]                 |
| 6 de març de 2022      | Premis Minnesota Film Critics Alliance                   | Millor edició de pel·lícula                                                | Millor edició de pel·lícula                                          | Nominat    | [ 133 ]                 |
| 9 de març de 2022      | Vancouver Film Critics Circle                            | Millor actor                                                               | Andrew Garfield                                                      | Guanyador  | [ 134 ]                 |
| 12 de març de 2022     | Premis Directors Guild of America                        | Millor primer pel·lícula                                                   | Lin-Manuel Miranda                                                   | Nominat    | [ 135 ] [ 136 ]         |
| 13 de març de 2022     | Premis Critics's Choice                                  | Millor pel·lícula                                                          | tick, tick... BOOM!                                                  | Nominada   | [ 137 ] [ 138 ]         |
| 13 de març de 2022     | Premis Critics's Choice                                  | Millor actor                                                               | Andrew Garfield                                                      | Nominat    | [ 137 ] [ 138 ]         |
| 13 de març de 2022     | Premis Gold Derby                                        | Millor pel·lícula                                                          | tick, tick... BOOM!                                                  | Nominada   | [ 139 ] [ 140 ]         |
| 13 de març de 2022     | Premis Gold Derby                                        | Millor actor                                                               | Andrew Garfield                                                      | Guanyador  | [ 139 ] [ 140 ]         |
| 13 de març de 2022     | Premis Gold Derby                                        | Millor so                                                                  | Todd A. Maitland                                                     | Nominat    | [ 139 ] [ 140 ]         |
| 13 de març de 2022     | Premis Gold Derby                                        | Millor edició de pel·lícula                                                | Myron Kerstein & Andrew Weisblum                                     | Nominats   | [ 139 ] [ 140 ]         |
| 13 de març de 2022     | Premis Golden Reel                                       | Millor edició de so - música                                               | Nancy Allen MPSE, John Davis, Bri Holland                            | Nominats   | [ 141 ] [ 142 ]         |
| 17 de març de 2022     | Premis Dorian Film                                       | Millor pel·lícula                                                          | tick, tick... BOOM!                                                  | Nominada   | [ 143 ] [ 144 ]         |
| 17 de març de 2022     | Premis Dorian Film                                       | Millor pel·lícula musical                                                  | tick, tick... BOOM!                                                  | Guanyadora | [ 143 ] [ 144 ]         |
| 17 de març de 2022     | Premis Dorian Film                                       | Millor actuació en una pel·lícula                                          | Andrew Garfield                                                      | Nominat    | [ 143 ] [ 144 ]         |
| 17 de març de 2022     | Premis Dorian Film                                       | Millor actuació de suport                                                  | Robin de Jesús                                                       | Nominat    | [ 143 ] [ 144 ]         |
| 19 de març de 2022     | Premis Producers Guild of America                        | Darryl F. Zanuck Award al millor productor d'una pel·lícula                | Julie Oh, p.g.a. & Lin-Manuel Miranda, p.g.a.                        | Nominats   | [ 145 ] [ 146 ]         |
| 20 de març de 2022     | Premis Guild of Music Supervisors                        | Millor supervisió musical d'una pel·lícula amb un pressupost major de $25M | Steven Gizicki                                                       | Guanyador  | [ 147 ] [ 148 ]         |
| 20 de març de 2022     | Premis Writers Guild of America                          | Millor guió adaptat                                                        | Steven Levenson                                                      | Nominat    | [ 149 ] [ 150 ] [ 151 ] |
| 23 de març de 2022     | Premis Artios                                            | Millor càsting en una pel·lícula dramàtica d'alt pressupost                | Bernard Telsey & Kristian Charbonier                                 | Nominats   | [ 152 ] [ 153 ]         |
| 27 de març de 2022     | Premis Oscar                                             | Millor actor                                                               | Andrew Garfield                                                      | Nominat    | [ 154 ] [ 155 ]         |
| 27 de març de 2022     | Premis Oscar                                             | Millor muntatge                                                            | Myron Kerstein & Andrew Weisblum                                     | Nominats   | [ 154 ] [ 155 ]         |
| 2 d'abril de 2022      | Premis Satellite                                         | Millor pel·lícula - Comèdia o musical                                      | tick, tick... BOOM!                                                  | Guanyadora | [ 156 ] [ 157 ]         |
| 2 d'abril de 2022      | Premis Satellite                                         | Millor director                                                            | Lin-Manuel Miranda                                                   | Nominat    | [ 156 ] [ 157 ]         |
| 2 d'abril de 2022      | Premis Satellite                                         | Millor actor - Comèdia o musical                                           | Andrew Garfield                                                      | Guanyador  | [ 156 ] [ 157 ]         |
| 2 d'abril de 2022      | Premis Satellite                                         | Millor actor de suport                                                     | Robin de Jesús                                                       | Nominat    | [ 156 ] [ 157 ]         |
| 2 d'abril de 2022      | Premis Satellite                                         | Millor fotografia                                                          | Alice Brooks                                                         | Nominada   | [ 156 ] [ 157 ]         |
| 2 d'abril de 2022      | Premis Satellite                                         | Millor edició                                                              | Myron Kerstein i Andrew Weisblum                                     | Nominats   | [ 156 ] [ 157 ]         |
| 2 d'abril de 2022      | Premis Satellite                                         | Millor so (edició i mescla)                                                | Paul Hsu i Todd A. Maitland                                          | Guanyadors | [ 156 ] [ 157 ]         |

1. ↑  Empatat amb Nia DaCosta per la pel·lícula Candyman.
2. ↑  Empatat amb David Lowery per la pel·lícula The Green Knight.
3. ↑  Empatat amb Tony Kushner per la pel·lícula West Side Story.
4. ↑  També per Encanto, In the Heights i Vivo.
5. 1 2  També per The Eyes of Tammy Faye i Spider-Man: No Way Home.
6. 1 2  Brian Grazer, Ron Howard, Lin-Manuel Miranda i Julie Oh són nominats com a productors de la pel·lícula.
7. ↑  Juntament amb Benedict Cumberbatch per la pel·lícula The Power of the Dog.
8. ↑  Pels seus treballs durant el 2021: The Eyes of Tammy Faye, Spider-Man: No Way Home i Mainstream
9. ↑  Equip de direcció de Lin-Manuel Miranda: Mariela Comitini (primera ajudant de direcció); Josh A. Muzaffer & Luca Waldman (segons ajudants de direcció): Melissa Morphet, Lincoln Major ("segons segons" ajudants de direcció); Zach Citarella (segon ajudant de direcció addicional); Ryan Smith (mànager de localització).